# Bilheteria dos cinemas no Brasil em 2011
Lista com o valor da arrecadação em reais e o público dos principais filmes lançados nos cinemas de todo o Brasil no ano de 2011.

## Arrecadação nos fins de semana
| Data            | Filme                                             | Arrecadação (R$) | Notas                                |
| --------------- | ------------------------------------------------- | ---------------- | ------------------------------------ |
| 2 de janeiro    | De Pernas pro Ar                                  | 2 231 595        | Filme nacional                       |
| 9 de janeiro    | Enrolados                                         | 7 621 625        |                                      |
| 16 de janeiro   | Enrolados                                         | 4 540 852        |                                      |
| 23 de janeiro   | O Turista                                         | 3 736 148        |                                      |
| 30 de janeiro   | Caça às Bruxas                                    | 3 161 830        |                                      |
| 6 de fevereiro  | Santuário                                         | 2 880 000        |                                      |
| 13 de fevereiro | Santuário                                         | 2 119 830        |                                      |
| 20 de fevereiro | O Besouro Verde                                   | 3 003 391        |                                      |
| 27 de fevereiro | Bruna Surfistinha                                 | 4 213 266        | Filme nacional                       |
| 6 de março      | Esposa de Mentirinha                              | 2 995 739        |                                      |
| 13 de março     | Esposa de Mentirinha                              | 2 956 973        |                                      |
| 20 de março     | Invasão do Mundo: Batalha de Los Angeles          | 2 513 191        |                                      |
| 27 de março     | Esposa de Mentirinha                              | 1 504 775        |                                      |
| 3 de abril      | Fúria Sobre Rodas                                 | 1 877 803        |                                      |
| 10 de abril     | Rio                                               | 13 760 704       | Maior número de semanas na liderança |
| 17 de abril     | Rio                                               | 11 631 690       | Maior número de semanas na liderança |
| 24 de abril     | Rio                                               | 10 441 228       | Maior número de semanas na liderança |
| 1 de maio       | Thor                                              | 8 486 836        |                                      |
| 8 de maio       | Velozes e Furiosos 5                              | 7 843 903        |                                      |
| 15 de maio      | Velozes e Furiosos 5                              | 6 174 088        |                                      |
| 22 de maio      | Piratas do Caribe: Navegando em Águas Misteriosas | 13 357 600       |                                      |
| 29 de maio      | Piratas do Caribe: Navegando em Águas Misteriosas | 8 393 145        |                                      |
| 5 de junho      | X-Men: Primeira Classe                            | 6 363 807        |                                      |
| 12 de junho     | Kung Fu Panda 2                                   | 7 642 755        |                                      |
| 19 de junho     | Kung Fu Panda 2                                   | 5 187 222        |                                      |
| 26 de junho     | Carros 2                                          | 8 485 014        |                                      |
| 3 de julho      | Transformers: O lado Oculto da Lua                | 8 212 014        |                                      |
| 10 de julho     | Transformers: O lado Oculto da Lua                | 6 282 610        |                                      |
| 17 de julho     | Harry Potter e as Reliquias da Morte: Parte 2     | 17 978 300       |                                      |
| 24 de julho     | Harry Potter e as Reliquias da Morte: Parte 2     | 9 255 560        |                                      |
| 31 de julho     | Capitão América: O Primeiro Vingador              | 10 863 647       |                                      |
| 7 de agosto     | Os Smurfs                                         | 10 933 091       |                                      |
| 14 de agosto    | Os Smurfs                                         | 8 602 353        |                                      |
| 21 de agosto    | Os Smurfs                                         | 6 319 998        |                                      |
| 28 de agosto    | Planeta dos Macacos: A Origem                     | 5 662 940        |                                      |
| 4 de setembro   | Planeta dos Macacos: A Origem                     | 4 356 810        |                                      |
| 11 de setembro  | Planeta dos Macacos: A Origem                     | 2 815 803        |                                      |
| 18 de setembro  | Conan, o Bárbaro                                  | 3 367 260        |                                      |
| 25 de setembro  | Sem Saída                                         | 3 058 125        |                                      |
| 2 de outubro    | Premonição 5                                      | 2 179 127        |                                      |
| 9 de outubro    | O Zelador Animal                                  | 2 050 756        |                                      |
| 16 de outubro   | Os Três Mosqueteiros                              | 3 443 156        |                                      |
| 23 de outubro   | Gigantes de Aço                                   | 2 898 416        |                                      |
| 30 de outubro   | Gigantes de Aço                                   | 2 229 649        |                                      |
| 6 de novembro   | Gigantes de Aço                                   | 1 622 475        |                                      |
| 13 de novembro  | 11-11-11                                          | 2 178 875        |                                      |
| 20 de novembro  | A Saga Crepúsculo: Amanhecer: Parte 1             | 18 857 380       |                                      |
| 27 de novembro  | A Saga Crepúsculo: Amanhecer: Parte 1             | 9 577 499        |                                      |
| 4 de dezembro   | A Saga Crepúsculo: Amanhecer: Parte 1             | 5 890 904        |                                      |
| 11 de dezembro  | Gato de Botas                                     | 9 171 869        |                                      |
| 18 de dezembro  | Gato de Botas                                     | 5 937 039        |                                      |
| 25 de dezembro  | Missão Impossível - Protocolo Fantasma            | 2 123 164        |                                      |

## Arrecadação total
| #  | Filme                                             | Faturamento   | Público   |
| -- | ------------------------------------------------- | ------------- | --------- |
| 1  | A Saga Crepúsculo: Amanhecer: Parte 1a            | R$ 66 362 694 | 7 159 227 |
| 2  | Rio                                               | R$ 66 020 659 | 6 065 545 |
| 3  | Harry Potter e as Reliquias da Morte: Parte 2     | R$ 57 145 553 | 5 577 582 |
| 4  | Os Smurfs                                         | R$ 52 157 432 | 5 097 245 |
| 5  | Piratas do Caribe: Navegando em Águas Misteriosas | R$ 49 099 468 | 4 445 040 |
| 6  | O Gato de Botasb                                  | R$ 47 093 149 | 4 492 365 |
| 7  | Enrolados                                         | R$ 39 851 784 | 3 940 550 |
| 8  | Transformers: O Lado Oculto da Lua                | R$ 35 796 388 | 3 134 578 |
| 9  | Carros 2                                          | R$ 33 646 383 | 3 409 512 |
| 10 | Velozes e Furiosos 5                              | R$ 33 424 369 | 3 612 670 |
| 11 | Capitão América: O Primeiro Vingador              | R$ 33 209 899 | 2 841 148 |
| 12 | Kung Fu Panda 2                                   | R$ 31 295 006 | 3 033 896 |
| 13 | De Pernas pro Ar                                  | R$ 31 033 778 | 3 506 552 |
| 14 | Thor                                              | R$ 28 933 349 | 2 581 538 |
| 15 | Cilada.com                                        | R$ 28 030 183 | 2 959 460 |
| 16 | Imortaisd                                         | R$ 27 634 759 | 2 239 658 |
| 17 | Se Beber, Não Case! Parte II                      | R$ 27 151 036 | 2 841 000 |
| 18 | Missão Impossível: Protocolo Fantasmac            | R$ 24 467 772 | 2 530 077 |
| 19 | X-Men: Primeira Classe                            | R$ 24 256 528 | 2 692 328 |
| 20 | Planeta dos Macacos: A Origem                     | R$ 23 670 825 | 2 484 531 |

↑a  Em 31 de Dezembro: R$ 64 141 308, 6 890 388 espectadores

↑b  Em 31 de Dezembro: R$ 36 209 108, 3 356 990 espectadores

↑c  Em 31 de Dezembro: R$ 11 258 019, 1 177 577 espectadores

↑d  Entrou em cartaz em 30 de Dezembro de 2011.